# Skip Homeier
Skip Homeier, nato George Vincent Homeier (Chicago, 5 ottobre 1930 – Indian Wells, 25 giugno 2017), è stato un attore statunitense.
Già noto come attore bambino alla radio e in teatro, nella sua lunga carriera ha recitato in 38 film dal 1944 al 1982 ed è apparso in oltre 90 produzioni televisive dal 1950 al 1980. È stato accreditato anche con i nomi Skippy Homeier e Skip Homier.

## Biografia
Nato a Chicago nel 1930, George Vincent 'Skip' Homeier si trasferì con i genitori a New York dove iniziò la sua carriera di interprete giovanissimo, all'età di 6 anni, alla radio. Nel 1941 si unì al cast del popolare programma radiofonico Portia Faces Life. Proseguì la sua carriera di attore bambino in teatro a Broadway nel 1943-44, al fianco di Ralph Bellamy, come acclamato interprete del dramma ...e domani il mondo, nel ruolo di Emil Bruckner, un ragazzo cresciuto in Germania, indottrinato dalla propaganda nazista. Nel 1944 riprese la parte sul grande schermo nell'omonimo film, diretto da Leslie Fenton, questa volta al fianco di Fredric March.
Negli anni seguenti continuò a recitare per il cinema in ruoli di giovani ribelli o delinquenti senza possibilità di redenzione e quindi iniziò una lunga carriera televisiva debuttando nell'episodio Lucky Pierre della serie televisiva The Silver Theatre, andato in onda il 6 marzo 1950. Per il cinema interpretò il giovane pistolero che affronta Gregory Peck in Romantico avventuriero (1950) e apparve poi in numerosi western, come Le colline bruciano e - con Randolph Scott - I tre banditi (1957) e La valle dei mohicani (1960).
Per la televisione, interpretò, tra gli altri, il ruolo del Dr. Sevrin nell'episodio Viaggio Verso Eden della serie televisiva Star Trek, il ruolo del tenente Dan Raven in 13 episodi della serie televisiva Dan Raven (1960), del dottor Hugh Jacoby in 24 episodi della serie Los Angeles: ospedale nord (1970-1971), di Lars Haglund in tre puntate della miniserie Washington: Behind Closed Doors (1977), e numerosi altri ruoli secondari in molte serie televisive degli anni 50 alla fine degli anni 70.
La sua ultima apparizione sul piccolo schermo avvenne nell'episodio Crescendo/Three Feathers della serie Fantasilandia, andato in onda il 20 dicembre 1980, che lo vide nel ruolo di Mike Thurwood, mentre per il grande schermo l'ultima interpretazione risale al film western Showdown at Eagle Gap (1982), in cui interpretò Alexander Kirk. Si ritirò dalle scene agli inizi degli anni 80.

## Filmografia

### Cinema
- ...e domani il mondo (Tomorrow, the World!), regia di Leslie Fenton (1944)
- Minorenni pericolosi (Boys' Ranch), regia di Roy Rowland (1946)
- Arthur Takes Over, regia di Malcolm St. Clair (1948)
- La signorina rompicollo (Mickey), regia di Ralph Murphy (1948)
- La montagna rossa (The Big Cat), regia di Phil Karlson (1949)
- Romantico avventuriero (The Gunfighter), regia di Henry King (1950)
- Okinawa (Halls of Montezuma), regia di Lewis Milestone (1950)
- Il vascello misterioso (Sealed Cargo), regia di Alfred L. Werker (1951)
- I figli della gloria (Fixed Bayonets!), regia di Samuel Fuller (1951)
- Attente ai marinai! (Sailor Beware), regia di Hal Walker (1952)
- Il capitalista (Has Anybody Seen My Gal), regia di Douglas Sirk (1952)
- L'ultima resistenza (The Last Posse), regia di Alfred L. Werker (1953)
- Missione suicidio (Beachhead), regia di Stuart Heisler (1954)
- Una pistola che canta (The Lone Gun), regia di Ray Nazarro (1954)
- Alba di fuoco (Dawn at Socorro), regia di George Sherman (1954)
- L'amante sconosciuto (Black Widow), regia di Nunnally Johnson (1954)
- Il terrore dei gangsters (Cry Vengeance), regia di Mark Stevens (1954)
- La banda dei dieci (Ten Wanted Men), regia di H. Bruce Humberstone (1955)
- Sangue di Caino (The Road to Denver), regia di Joseph Kane (1955)
- Gunpoint: terra che scotta (At Gunpoint), regia di Alfred L. Werker (1955)
- Uno sconosciuto alla mia porta (Stranger at My Door), regia di William Witney (1956)
- L'agguato delle cento frecce (Dakota Incident), regia di Lewis R. Foster (1956)
- Duello al Passo Indio (Thunder Over Arizona), regia di Joseph Kane (1956)
- Le colline bruciano (The Burning Hills), regia di Stuart Heisler (1956)
- I diavoli del Pacifico (Between Heaven and Hell), regia di Richard Fleischer (1956)
- Club di gangsters (No Road Back), regia di Montgomery Tully (1957)
- I tre banditi (The Tall T), regia di Budd Boetticher (1957)
- La legge del fucile (Day of the Badman), regia di Harry Keller (1958)
- Le dodici pistole del West (Plunderers of Painted Flats), regia di Albert C. Gannaway (1959)
- La valle dei mohicani (Comanche Station), regia di Budd Boetticher (1960)
- Stark Fear, regia di Ned Hockman (1962)
- Il collare di ferro (Showdown), regia di R.G. Springsteen (1963)
- Una pallottola per un fuorilegge (Bullet for a Badman), regia di R.G. Springsteen (1964)
- 7 giorni di fifa (The Ghost and Mr. Chicken), regia di Alan Rafkin (1966)
- La grande rapina di Long Island (Tiger by the Tail), regia di R.G. Springsteen (1970)
- Starbird and Sweet William, regia di Jack B. Hively (1973)
- Io sono il più grande (The Greatest), regia di Tom Gries (1977)
- Showdown at Eagle Gap, regia di William Witney (1982)

### Televisione
- The Silver Theatre – serie TV, un episodio (1950)
- Armstrong Circle Theatre – serie TV, 2 episodi (1951-1954)
- Robert Montgomery Presents – serie TV, 4 episodi (1951-1955)
- Lux Video Theatre – serie TV, 5 episodi (1951-1956)
- Schlitz Playhouse of Stars – serie TV, 6 episodi (1952-1955)
- Studio One – serie TV, 7 episodi (1952-1958)
- Suspense – serie TV, un episodio (1952)
- General Electric Theater – serie TV, 2 episodi (1953)
- The Public Defender – serie TV, un episodio (1954)
- Justice – serie TV, 2 episodi (1954)
- Waterfront – serie TV, un episodio (1954)
- Scienza e fantasia (Science Fiction Theatre) – serie TV, episodi 1x09-1x39-2x17 (1955-1956)
- Climax! – serie TV, 4 episodi (1955-1958)
- Treasury Men in Action – serie TV, un episodio (1955)
- Alfred Hitchcock presenta (Alfred Hitchcock Presents) – serie TV, 2 episodi (1956-1958)
- Studio 57 – serie TV, un episodio (1956)
- Cavalcade of America – serie TV, un episodio (1956)
- Kraft Television Theatre – serie TV, 2 episodi (1957-1958)
- Matinee Theatre – serie TV, un episodio (1957)
- I racconti del West (Zane Grey Theater) – serie TV, un episodio (1957)
- The Alcoa Hour – serie TV, episodio 2x17 (1957)
- Disneyland – serie TV, 6 episodi (1958-1971)
- Playhouse 90 – serie TV, un episodio (1958)
- The Millionaire – serie TV, un episodio (1958)
- Target – serie TV, episodi 1x04-1x05 (1958)
- Jefferson Drum – serie TV, un episodio (1958)
- Ricercato vivo o morto (Wanted: Dead or Alive) – serie TV, episodio 1x11 (1958)
- Gli uomini della prateria (Rawhide) – serie TV, 3 episodi (1959-1965)
- Westinghouse Desilu Playhouse – serie TV, episodio 1x10 (1959)
- Alcoa Presents: One Step Beyond – serie TV, un episodio (1959)
- Lawman – serie TV, un episodio (1959)
- The Deputy – serie TV, un episodio (1959)
- Wichita Town – serie TV, episodio 1x10 (1959)
- Insight – serie TV, 2 episodi (1960-1964)
- Letter to Loretta – serie TV, un episodio (1960)
- The Rifleman – serie TV, un episodio (1960)
- Outlaws – serie TV, episodio 1x04 (1960)
- Dan Raven – serie TV, 13 episodi (1960)
- Perry Mason – serie TV, 2 episodi (1961-1965)
- The Asphalt Jungle – serie TV, un episodio (1961)
- Avventure in paradiso (Adventures in Paradise) – serie TV, episodio 2x32 (1961)
- Follow the Sun – serie TV, episodio 1x09 (1961)
- Frontier Circus – serie TV, un episodio (1962)
- Combat! – serie TV, 3 episodi (1963-1967)
- Il virginiano (The Virginian) – serie TV, 4 episodi (1963-1969)
- The DuPont Show of the Week – serie TV, un episodio (1963)
- Death Valley Days – serie TV, 2 episodi (1964-1965)
- Carovane verso il West (Wagon Train) – serie TV, un episodio (1964)
- La grande avventura (The Great Adventure) – serie TV, episodio 1x21 (1964)
- La parola alla difesa (The Defenders) – serie TV, un episodio (1964)
- Suspense – serie TV, un episodio (1964)
- The Outer Limits – serie TV, un episodio (1964)
- La famiglia Addams (The Addams Family) – serie TV, un episodio (1964)
- Viaggio in fondo al mare (Voyage to the Bottom of the Sea) – serie TV, 3 episodi (1965-1968)
- Branded – serie TV, episodio 1x07 (1965)
- Lassie – serie TV, 4 episodi (1966-1970)
- La legge di Burke (Burke's Law) – serie TV, episodi 3x16-3x17 (1966)
- Cavaliere solitario (The Loner) – serie TV, 2 episodi (1966)
- Bonanza - serie TV, episodio 8x02 (1966)
- I giorni di Bryan (Run for Your Life) - serie TV, episodio 2x08 (1966)
- Shane – serie TV, episodio 1x11 (1966)
- Iron Horse – serie TV, episodio 1x15 (1966)
- Star Trek – serie TV, 2 episodi (1968-1969)
- Garrison Commando (Garrison's Gorillas) – serie TV, un episodio (1968)
- Missione impossibile (Mission: Impossible) – serie TV, un episodio (1968)
- Squadra speciale anticrimine (The Felony Squad) – serie TV, episodio 3x10 (1968)
- Tony e il professore (My Friend Tony) – serie TV, un episodio (1969)
- Ironside – serie TV, un episodio (1969)
- Mannix – serie TV, un episodio (1969)
- Los Angeles: ospedale nord (The Interns) – serie TV, 24 episodi (1970-1971)
- Dove vai Bronson? (Then Came Bronson) – serie TV, un episodio (1970)
- The Challenge – film TV (1970)
- Difesa a oltranza (Owen Marshall, Counselor at Law) – serie TV, un episodio (1971)
- Longstreet – serie TV, un episodio (1971)
- Sarge – serie TV, un episodio (1972)
- Two for the Money – film TV (1972)
- Ghost Story – serie TV, un episodio (1972)
- Voyage of the Yes – film TV (1973)
- Pepper Anderson agente speciale (Police Woman) – serie TV, un episodio (1974)
- Movin' On – serie TV, un episodio (1974)
- La donna bionica (The Bionic Woman) – serie TV, 2 episodi (1976-1978)
- Poliziotto di quartiere (The Blue Knight) – serie TV, un episodio (1976)
- Helter Skelter – film TV (1976)
- Barnaby Jones – serie TV, 2 episodi (1977-1979)
- Le strade di San Francisco (The Streets of San Francisco) – serie TV, un episodio (1977)
- Washington: Behind Closed Doors – miniserie TV, 3 episodi (1977)
- L'uomo da sei milioni di dollari (The Six Million Dollar Man) – serie TV, un episodio (1977)
- Vega$ – serie TV, 2 episodi (1978-1980)
- Project UFO – serie TV, un episodio (1978)
- Overboard – film TV (1978)
- Fantasilandia (Fantasy Island) – serie TV, 2 episodi (1979-1980)
- Quincy (Quincy M.E.) – serie TV, 2 episodi (1979-1982)
- Alla conquista del west (How the West Was Won)– miniserie TV, un episodio (1979)
- L'incredibile Hulk (The Incredible Hulk) – serie TV, episodio 2x19 (1979)
- The Wild Wild West Revisited – film TV (1979)

## Doppiatori italiani
- Gianfranco Bellini in Missione suicidio, L'amante sconosciuto, Alba di fuoco, Il terrore dei gangsters
- Gualtiero De Angelis in Le colline bruciano, Una pallottola per un fuorilegge
- Sergio Fantoni ne I diavoli del Pacifico
- Stefano Sibaldi in Romantico avventuriero
- Roberto Gicca in Okinawa
- Pino Locchi in Il capitalista